# Dukkala

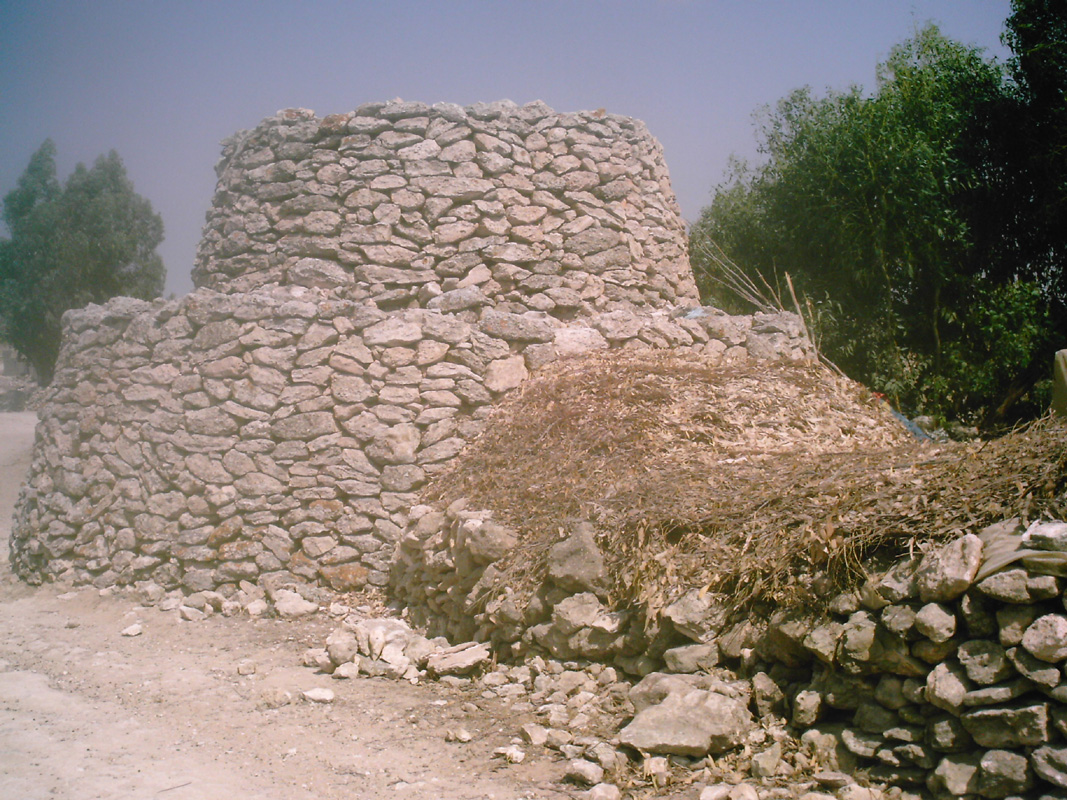
Una «tazota», típica arquitectura antigua que solo se encuentra en Dukkala.

Dukkala ( en árabe دكالة, en francés: Doukkala) es una región natural de Marruecos típicamente llana, fértil y con  bosques. Hoy en día es parte de la región administrativa Casablanca-Settat. 
Es una llanura que se extiende desde el océano Atlántico al sur del río Oum Er-Rbia hasta unos 50 km más hacia el sur y la misma distancia hacia el este.
Los principales centros urbanos son Sidi Smail, Sidi Bennour, Had Ouled Frej, Khemis Zemamra. Sidi Bennour es el centro de desarrollo más rápido de los cuatro.
Es principalmente una región agrícola, con pocas atracciones turísticas. Por su producción de trigo y otros productos agrícolas, se le conoce como «el granero de Marruecos», junto con la región de Shauía.

## Historia
E Históricamente, Dukkala (idukalen) se refería a una tribu árabe que ocupaba el territorio desde Anfa (Casablanca) hasta Asfi (Safí). Se rebelaron contra los reyes almohades en el siglo XII. Alrededor de 1160, el gobernante almohade Abd al-Mu'min instaló allí tribus beduinas árabes, una coalición a la que había derrotado anteriormente en la ciudad de Túnez.
Al final del protectorado francés (1950), vivían en Dukkala 372.269 musulmanes, 2.680 europeos y 3.933 judíos.

## Geografía
Doukkala se divide en tres subregiones, paralelas a la costa:
- Ulja (Oulja), a lo largo de la playa, con cultivos de jardín.
- Sahel, unos 20 km en el interior, una región pedregosa, solo adecuada para la cría de ovejas.
- La rica llanura, con trigo, remolacha azucarera y cría intensiva de ganado.

La única montaña que se puede ver es Jbel Lajḍar, en la frontera con la llanura de Rahamna.
La llanura está sujeta a inundaciones. Warar, un lago natural temporal entre Sidi Bennour y Arbaa Od Aamran solo se llena en años lluviosos. Su superficie más grande se observó en 1916, 1966 y 2008.

## Características del Dukkala

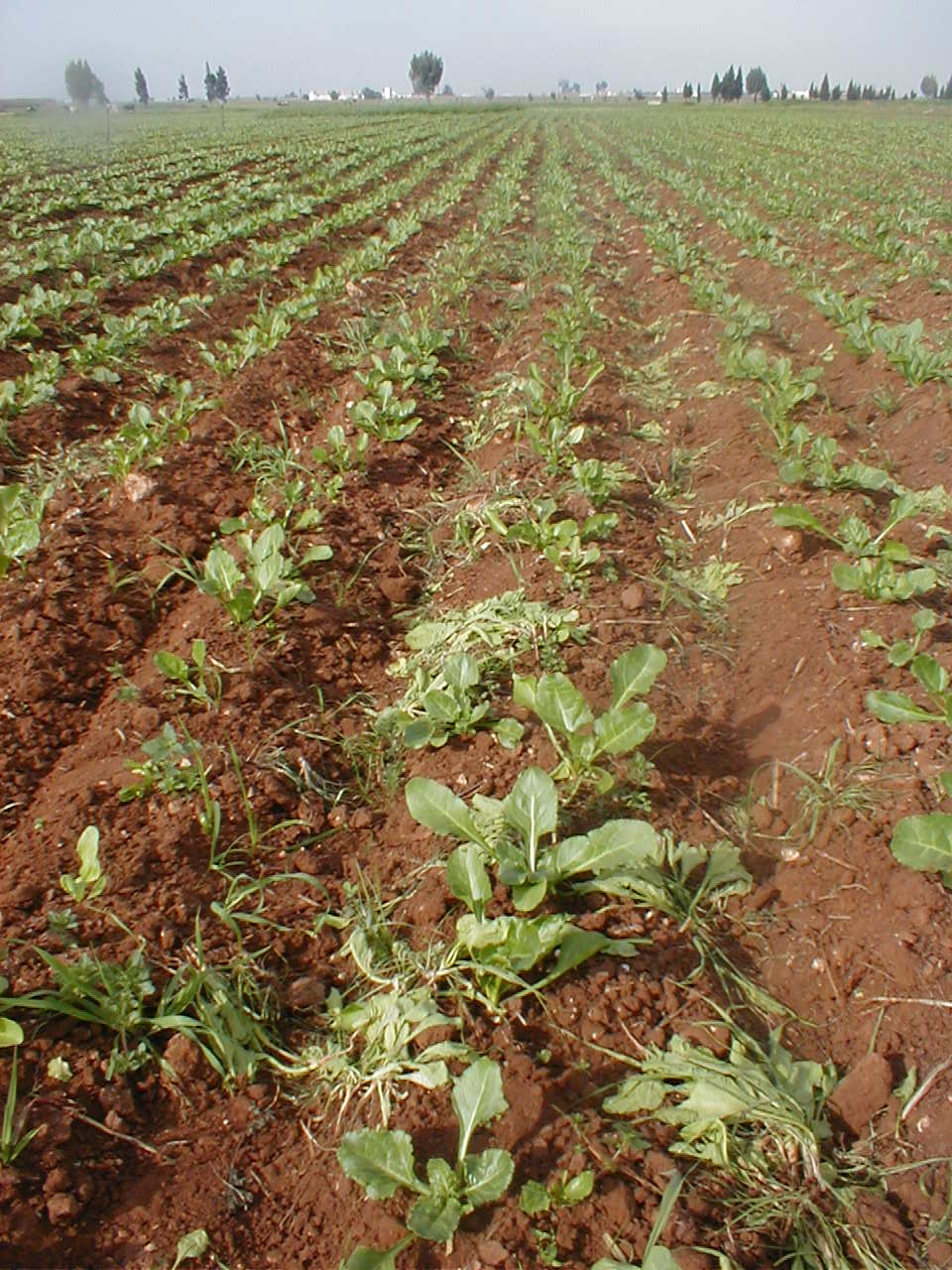
Cultivo de remolacha azucarera en Sidi Smail
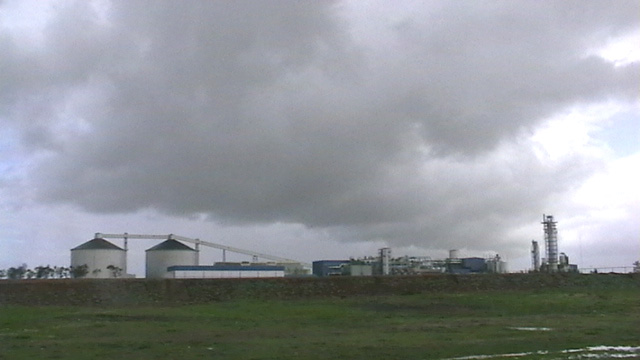
Fábrica de azúcar en Sidi Bennour
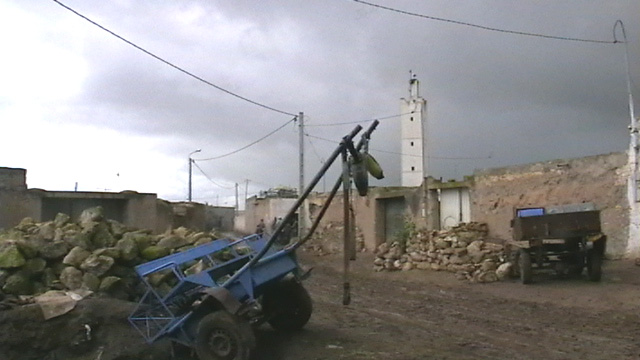
Centro de un pueblo típico de Dukkala (Mwarid, Oulad Bou Hmam)
Warar, un lago temporal natural, en 2008, inundando una casa construida en la década de 1970
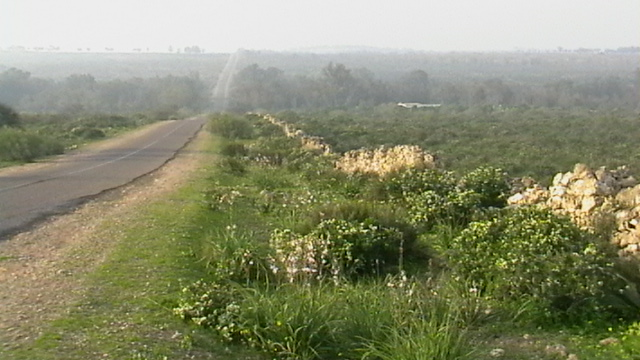
Sahel, con camino de escalada anticlinal